# Museu do Ouro (Póvoa de Lanhoso)
El Museu do Ouro es un museo ubicado en la parroquia de Travassos en Póvoa de Lanhoso. Está dedicado al trabajo tradicional en orfebrería.
El museo fue inaugurado el 3 de marzo de 2001.

## Descripción
El arte de oro de Póvoa de Lanhoso se manifiesta en una gran variedad de piezas como collares de cuentas, relicarios, anillos, cruces de Malta, cabezas de carretes, pectorales o crucifijos. De carácter artesanal, sigue líneas tradicionales y apuesta por un diseño más moderno.